# Irish Continental Group
Irish Continental Group plc er en irsk shipping- og transportkoncern. De driver passagertrafik, fragt og containerfragt mellem Irland, Storbritannien og Kontinentaleuropa. ICG har containerterminaler i Dublin og Belfast.
Irish Continental Group blev etableret som Irish Continental Line i 1972.
I 1988 bliver selskabet børsnoteret på Irish Stock Exchange og i 1993 også på London Stock Exchange.